# Drepananthus ramuliflorus
Drepananthus ramuliflorus là loài thực vật có hoa thuộc họ Na. Loài này được Joseph Dalton Hooker và Thomson công bố mô tả khoa học đầu tiên năm 1872 dựa theo mô tả trước đó của Alexander Carroll Maingay. Nó là một trong hai loài do Maingay mô tả. Loài còn lại là Drepananthus pruniferus - loài điển hình của chi Drepananthus.
Năm 1885 Rudolph Herman Christiaan Carel Scheffer di chuyển nó sang chi Cyathocalyx, và cho tới gần đây người ta coi danh pháp chính thức là Cyathocalyx ramuliflorus.
Năm 2010 Surveswaran S. et al. chuyển nó trở lại chi Drepananthus.

## Phân bố
Malaysia bán đảo, Borneo, Sumatra.